# Себаста
Себаста (Элеуса Себаста, др.-греч. Σεβαστή,  Ἐλαιοῦσα Σεβαστή) — античный город в исторической области Киликия на средиземноморском побережье Малой Азии.
Изначально носил имя Элеуса.
Руины города находятся на территории Турции, западнее посёлка Аяш, ила Мерсин. Большая их часть занесена песком.

## История

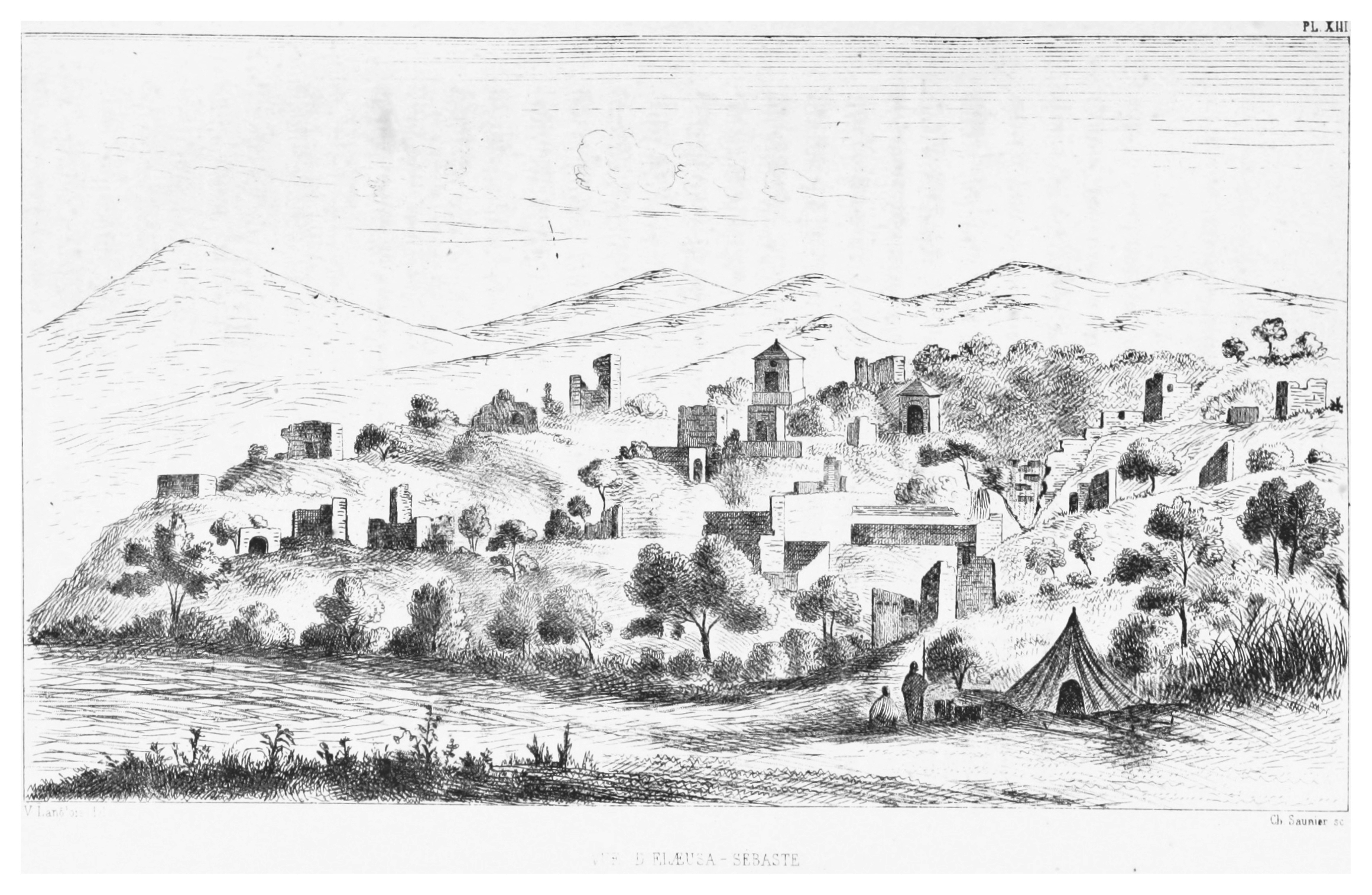
Руины города. 1861 год.

Следы первого поселения, обнаруженного на месте города, предположительно относятся ко II веку до н. э..
В древности, поселение располагалось на плодородном острове, который впоследствии соединившись с материком образовал полуостров.
Около 25 года до н. э., римский император Октавиан Август передал часть Киликии и Малой Армении каппадокийскому царю Архелаю Филопатору
...Архелаю же они (римляне) отдали часть Киликии Трахеи вокруг Элеуссы и всю область, объединенную для пиратства.Страбон.
Архелай перенёс в Элеусу свою столицу, построил здесь дворец, и переименовал город в честь императора Августа в Себасту (Σεβαστή — греческий аналог латинского «augustus» — священный).
Себасту, «по-родственному», посещал царь Иудеи Ирод I Великий. Дочь Архелая Глафира была выдана замуж за сына Ирода Александра. В этом браке были рождены два мальчика.
Когда Ирод с сыновьями приплыл к киликийскому городу Элеусе, который теперь переименован в Себасту, он встретился тут с каппадокийским царем Архелаем; тот радушно приветствовал его, радуясь его примирению с сыновьями и особенно тому обстоятельству, что именно его зять Александр опроверг возведенное на них обвинение. Тут они обменялись истинно царскими дарами..Иосиф Флавий.
Себаста достигает расцвета после 74 года, когда император Веспасиан очистил Киликию от пиратов.
На территории города было два морских порта. Один располагался с северной стороны острова, сейчас это место находится на суше, в районе трассы D400, второй — с юго-западной стороны.
В городе чеканилась монета.
С расцветом соседнего Корикоса в VI веке, Себаста приходит в упадок.

## Достопримечательности

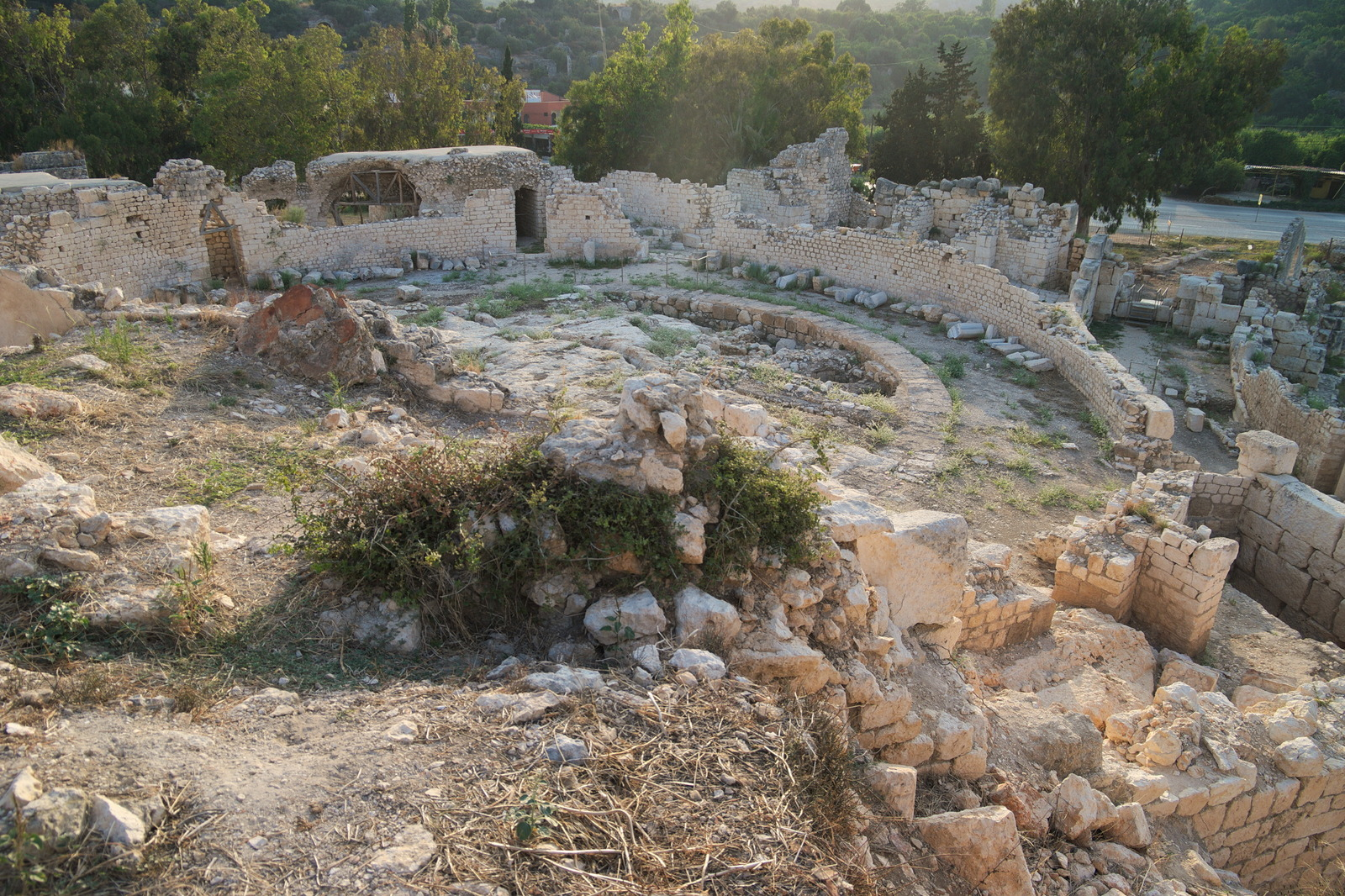
Византийский дворец.

### Византийский дворец
В ходе раскопок территории, расположенной на полуострове был обнаружен портик, времён расцвета Римской империи, расположенный вдоль береговой линии северного порта. Вход осуществлялся через монументальную дверь по обеим сторонам которой находились две башни, включённые в общую систему укреплений.
В V веке оборонительные стены были дополнительно укреплены. Внутри периметра построен большой дворец, предположительно служивший резиденцией крупного византийского военачальника.
Дворец был богато украшен. В центре располагалось большое помещение круглой формы с колоннадой, высотой в несколько этажей, к которому примыкали многочисленные залы и жилые помещения.
Дворцовый комплекс был частично разрушен около 530 года и окончательно заброшен к началу VII века.

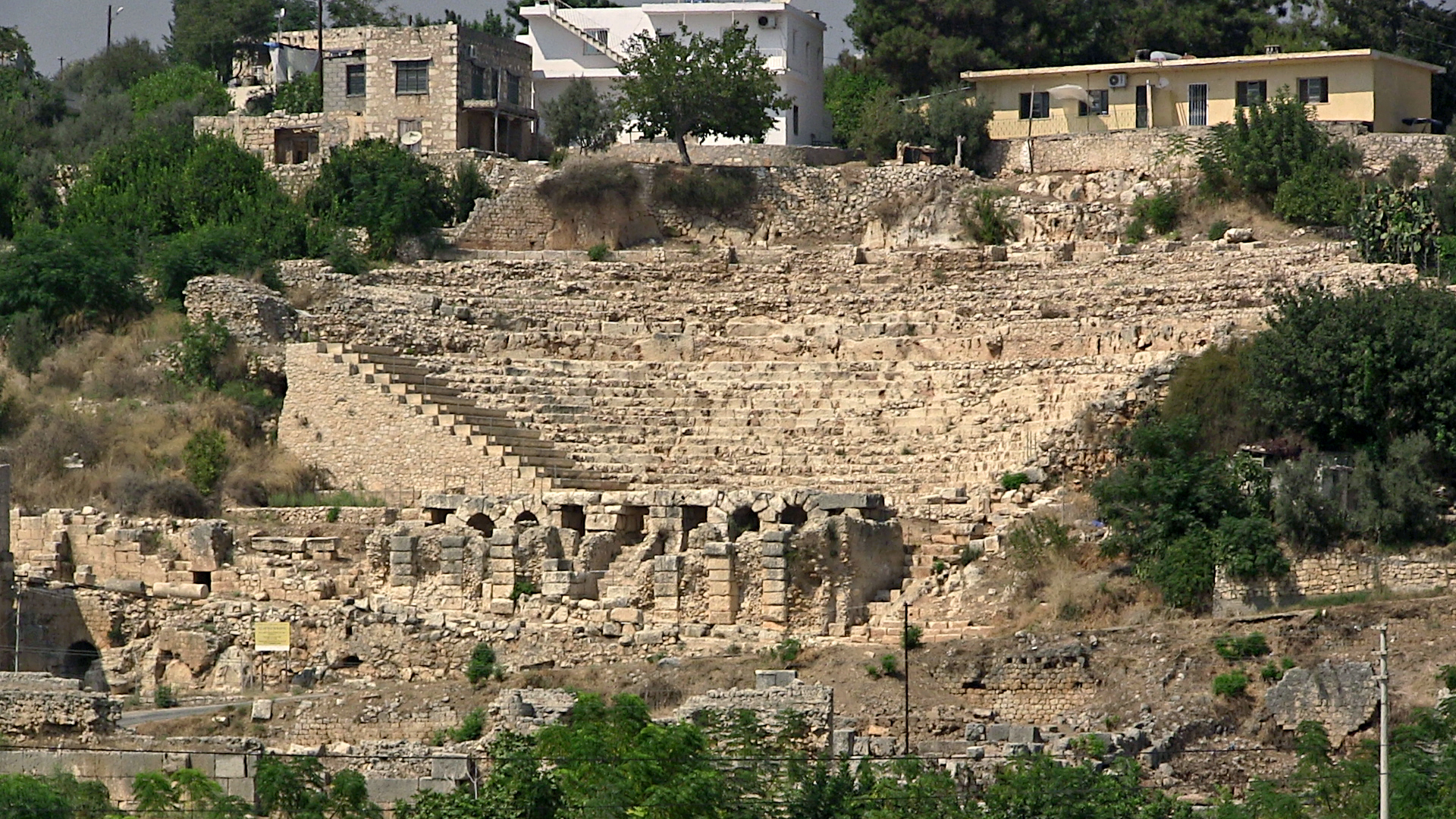
Театр.

### Театр
Строительство театра началось в первой половине II века и было завершено в период правления императоров Марка Аврелия и Луция Вера (161—169 гг.). Театр вмещал около 2300 зрителей. К концу III века уже не используется.

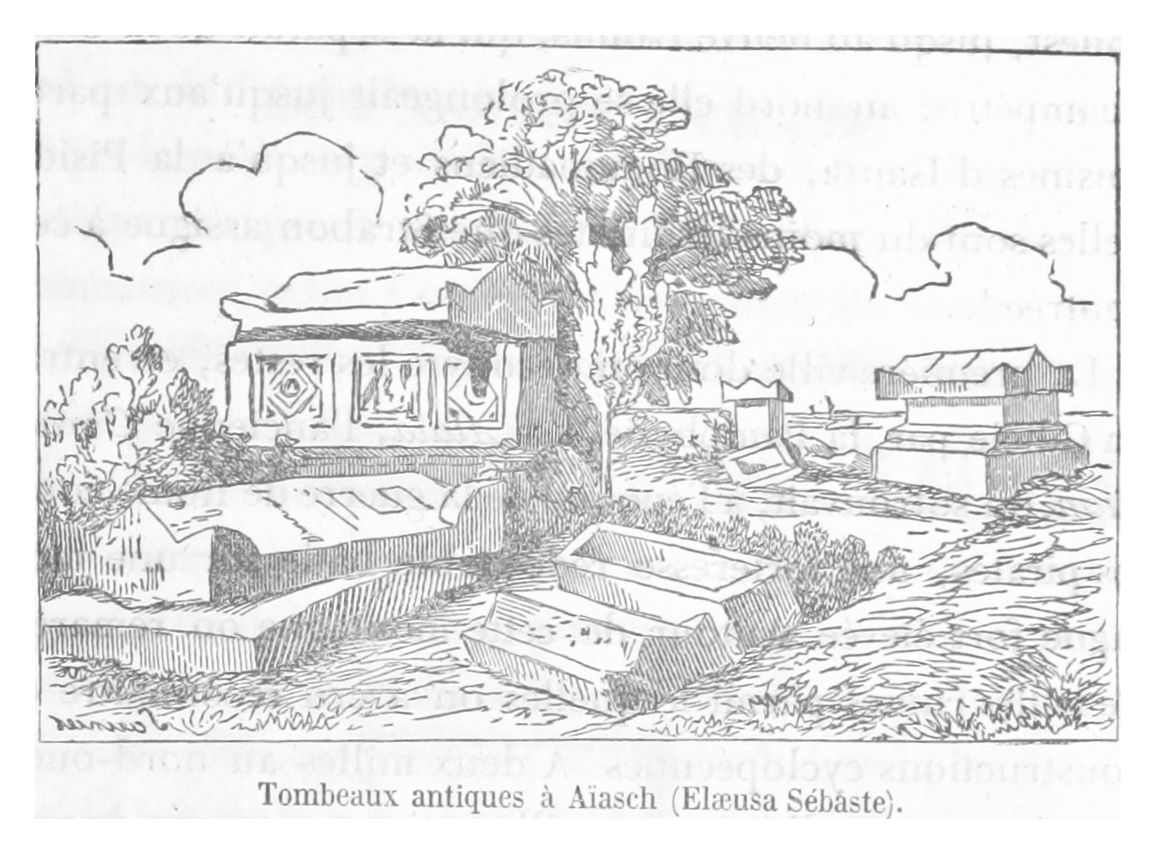
Некрополь

### Некрополь
Среди руин Себасты находится один из крупнейших некрополей Киликии. Расположен он на холме к северу от города. До наших дней дошло около сотни захоронений различного типа.

## Раскопки
Начиная с 1995 года на полуострове ведёт раскопки итальянский археолог Евгения Шнайдер. Исследования финансируются Римским университетом «Ла Сапиенца».